# Norvalina
La norvalina è un amminoacido con formula bruta C5H11NO2; è un isomero strutturale della valina. Viene spesso sintetizzata artificialmente.
La norvalina è conosciuta ed utilizzata per la promozione della rigenerazione tissutale e per la crescita muscolare, nonché come substrato per la sintesi naturale di penicillina.